# Parafia Świętych Marcina i Mikołaja w Kuflewie
Parafia Świętych Marcina i Mikołaja w Kuflewie – parafia rzymskokatolicka należąca do dekanatu siennickiego, diecezji warszawsko-praskiej, metropolii warszawskiej. 
Parafia erygowana w 1515. Mieści się pod numerem 9. Prowadzą ją księża diecezjalni.

## Zasięg parafii
Do parafii należą wierni z miejscowości: Dąbrowa, Gajówka Sokolnik, Huta Kuflewska, Kołacz, Kuflew, Mała Wieś, Podciernie, Podskwarne, Sokolnik i Wola Stanisławowska.